# Federico IV di Norimberga

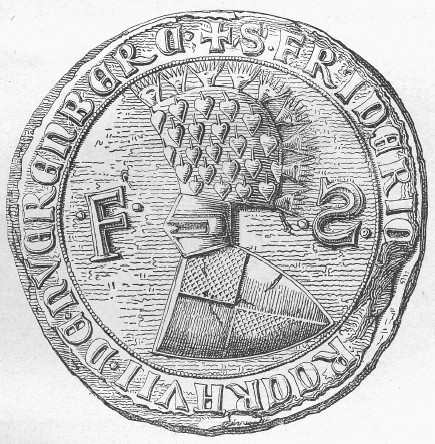
Sigillo di Federico IV.

Federico IV di Norimberga (1287 – 19 maggio 1332) fu burgravio di Norimberga della dinastia degli Hohenzollern.

## Biografia
Figlio di Federico III e di Elena di Sassonia, figlia di Alberto.
Nominato burgravio di Norimberga alla morte del fratello Giovanni I nel 1300, ottenne anche i burgraviati di Bayreuth e di Ansbach (1331).
Sposò Margherita di Carinzia ed alla sua morte gli succedette il figlio primogenito Giovanni II.

## Matrimonio e figli
Si sposò prima del 2 agosto 1307 con Margherita di Gorizia-Tirolo, nipote del duca Mainardo della Carinzia. I loro figli furono:
- Giovanni II, burgravio di Norimberga (1309-1357 circa);
- Corrado III di Norimberga († 1334);
- Federico († 1365), vescovo di Ratisbona nel 1340-1365;
- Alberto il Bello († 1361); sua figlia Anna di Norimberga sposò Swantibor III, duca di Pomerania;
- Bertoldo (1320-1365, Willibaldsburg), vescovo di Eichstädt nel 1354-1365, cancelliere di Carlo IV, imperatore del Sacro Romano Impero;
- Elena († dopo il 1374), sposata con:
  - attorno al 1321, conte Ottone V di Orlamünde;
  - nel 1341/46 il conte Enrico VII, conte di Schwarzburg-Blankenburg.
- Anna († dopo il 1340), sposata con Ulrico I di Leuchtenberg;
- Margherita († dopo il 13 novembre 1382), sposò 1332 Adolfo I, conte di Nassau-Wiesbaden-Idstein;
- Agnese († dopo il 1363), sposata con:
  - nel 1336 Bertoldo V di Neuffen, conte di Märstetten e Graisbach (signori di Neuffen);
  - attorno al 1343 Alberto II di Werdenberg e Heiligenberg.
- Caterina († dopo l'11 marzo 1373), sposata nel 1338 con Eberardo di Wertheim.

## Ascendenza
|                               |   |                     | Genitori |  |  | Nonni                     |  |  | Bisnonni                  |  |
|                               |   |                     |          |  |  | Corrado III di Norimberga |  |  | Federico II di Norimberga |  |
|                               |   |                     |          |  |  | Corrado III di Norimberga |  |  | Federico II di Norimberga |  |
|                               |   | Sofia di Raabs      |          |  |  | Corrado III di Norimberga |  |  |                           |  |
| Federico III di Norimberga    |   |                     |          |  |  | Corrado III di Norimberga |  |  |                           |  |
|                               |   | Cunegonda d'Asburgo | …        |  |  |                           |  |  |                           |  |
|                               |   | Cunegonda d'Asburgo | …        |  |  |                           |  |  |                           |  |
|                               |   | Cunegonda d'Asburgo | …        |  |  |                           |  |  |                           |  |
| Federico IV di Norimberga     |   | Cunegonda d'Asburgo |          |  |  |                           |  |  |                           |  |
|                               | … | …                   |          |  |  |                           |  |  |                           |  |
|                               | … | …                   |          |  |  |                           |  |  |                           |  |
|                               | … | …                   |          |  |  |                           |  |  |                           |  |
| Elisabetta di Andechs-Merania | … |                     |          |  |  |                           |  |  |                           |  |
|                               |   | …                   | …        |  |  |                           |  |  |                           |  |
|                               |   | …                   | …        |  |  |                           |  |  |                           |  |
|                               |   | …                   | …        |  |  |                           |  |  |                           |  |
|                               |   | …                   |          |  |  |                           |  |  |                           |  |